# 냉천
냉천(冷川)은 경상북도 포항시 남구 오천읍 진전리의 진전저수지에서 발원하여 북류하다가 신광천과 합류하면서 잠시 동류하고 계속 북류하다가 포스코 부근에서 동류하여 동해로 흘러드는 강이다.
1960년대 포스코 건립 때 공장 부지 확장을 위해 하구를 동으로 돌리는 도강 공사를 하였다.2010년 4월 17일에는 이 강의 하구 부근에서 포스코크린오션봉사단(회장 임상헌)과 해병대 등 100여 명이 참가하여 수중 및 수변 정화활동을 펼쳐 쓰레기 2t을 수거했고, 2011년 2월 20일 포항시에서는 이 강의 발원지인 진전저수지-청림동 간 13.4km를 2016년말까지 생태하천으로 복원될 예정이다. 하지만 2011년 10월 5일 진전저수지 인근의 지류에서 원인을 알 수 없는 유독성 물질로 오염되면서 물고기 수천마리가 떼죽음을 당했다.인근 주민들은 "오염된 하천 인근이 포스코건설과 삼성물산이 시공중인 동해고속도로 울산-포항간 공사 현장으로,이 공사 과정에서 발생한 폐수가 하천으로 유입된 것"이라고 주장했다.
2016년에는 냉천 주위에서 포은 문화 축제,달맞이 축제등 여러 행사를 개최했다.

## 지류
- 신광천